# Tatsugō
Tatsugō (japanisch 龍郷町 Tatsugō-chō) ist eine Stadt auf den Amami-Inseln im Landkreis Ōshima-gun der Präfektur Kagoshima.

## Geographie
Tatsugō liegt an der Nordspitze von Ōshima. Südlich und östlich angrenzend liegt die Stadt Amami. Teile von Tatsugō gehören zum Amamiguntō-Nationalpark. Ein Besucherzentrum des Parks befindet sich in Tatsugō. Die Einwohnerzahlen der Stadt sind rückläufig.

### Klima
In Tatsugō herrscht subtropisches, maritimes Klima mit hoher Luftfeuchtigkeit. Die jährliche Durchschnittstemperatur liegt bei etwa 21 °C und der Gesamtniederschlag bei fast 3000 mm.

### Verwaltungsbezirke
Tatsugō teilt sich in 18 Verwaltungsbezirke (大字 Ōaza):
- Akina (秋名)
- Ikusato (幾里)
- Kado (嘉渡)
- En (円)
- Ankyaba (安木屋場)
- Tatsugō (龍郷)
- Kuba (久場)
- Sedome (瀬留)
- Yuri (玉里)
- Yanyū (屋入)
- Ura (浦)
- Ōgachi (大勝)
- Kawauchi (川内)
- Nakagachi (中勝)
- Toguchi (戸口)
- Tebiro (手広)
- Akaogi (赤尾木)
- Ashitoku (芦徳)

## Verkehr
Durch Tatsugō führt die Nationalstraße 58.

## Ehrenbürger
Folgende zehn Personen sind Ehrenbürger von Tatsugō:
- Tabata Kanemitsu (田畑 金光, 1914–2013), Politiker
- Ōshima Shin (大島 信, 1853–1899), Politiker
- Saigō Kikujirō (西郷 菊次郎, 1861–1928), Diplomat und Politiker
- Motoji Shinkuma (泉二 新熊, 1876–1947), Richter
- Inori Shigeshiro (禱 苗代, 1876–1927), Anwalt
- Kanai Masao (金井 正夫, 1892–1979), Richter, Anwalt und Politiker
- Itō Takaharu (伊東 隆治, 1898–1968), Politiker
- Hamada Mitsunori (浜田 光則, 1908–1990), Polizeichef und Bürgermeister
- Kawakami Yoshimi (川上 嘉, 1909–1994), Politiker
- Miyanohara Sadamitsu (宮之原 貞光, 1917–1983), Politiker